# Odio le favole
Odio le favole è un singolo del cantautore albanese Ermal Meta, pubblicato il 27 novembre 2015 come primo estratto dal primo album in studio Umano.

## Descrizione
Odio le favole è stato presentato dal cantante il 27 novembre a Sanremo Giovani 2015, evento al quale gli ha permesso di partecipare tra le nuove proposte del Festival di Sanremo 2016.
Nel corso del Festival di Sanremo 2016 si è qualificato per la finale a quattro della sezione "Nuove Proposte", giungendo poi al terzo posto dietro a Francesco Gabbani e a Chiara Dello Iacovo.

## Video musicale
Il video del brano è stato pubblicato su YouTube l'8 febbraio 2016 ed è diretto da Budabø.

## Tracce
1. Odio le favole – 3:23

## Formazione
Musicisti
- Ermal Meta – arrangiamento, voce, cori, chitarra, programmazione, sintetizzatore, pianoforte
- Giordano Colombo – batteria
- Lucio Enrico Fasano – basso

Produzione
- Ermal Meta – produzione, registrazione presso lo Stone Room Studio
- Giordano Colombo – registrazione presso gli Auditoria Records
- Cristian Milani – missaggio, mastering
- Valerio Soave – produzione esecutiva
- Greta Amato – assistenza alla produzione
- Paolo Pastorino – assistenza alla produzione
- Marco Montanari – assistenza alla produzione

## Classifiche
| Classifica (2016) | Posizione massima |
| ----------------- | ----------------- |
| Italia            | 66                |